# Dimitrie Gerota
Dimitrie Gerota (17. srpnja 1867. – 3. ožujka 1939.), rumunjski anatom, radiolog, urolog, i pridruženi član Rumunjske akademije od 1916. Gerota je diplomirao medicinu na Sveučilištu u Bukureštu 1892.g.
Gerota je istraživao anatomiju i fiziologiju mokraćnog mjehura i crvuljka, te razvio metodu za injiciranje limfnih žila koja se u udžbenicima naziva Gerotaova metoda.
Bubrežni ovoj se ponekad, po njemu, naziva Gerota, Gerotina fascija ili Gerotina kapsula.